# Third and Indiana
Third and Indiana es una novela de Steve López. La novela describe la vida en el barrio Kensington (EN) en el norte de Filadelfia, llamado "The Badlands." El título se refiere de una esquina muy peligrosa del barrio. Third and Indiana, publicado en 1994, es la primera novela de López. Aaron Posner creó una adaptación teatral.

## Personajes
- Gabriel Santoro - Un niño de 14 años, Gabriel es un traficante de drogas.
- Ofelia Santoro - La madre de Gabriel, Ofelia quiere encontrar su hijo.
- Eddie "Joe Pass" Passarelli - Un hombre italianoamericano de South Philadelphia (EN "sur de Filadelfia"), Eddie perdió a su esposa y su novia. Eddie es un amigo de Gabriel.